# Phase finale (Buffy)
Phase Finale est le 21e épisode de la saison 4 de la série télévisée Buffy contre les vampires.

## Résumé
Adam a activé la puce implantée à côté du cœur de Riley, qui lui permet de le contrôler. Pendant ce temps, Buffy découvre que Spike a tout fait pour la séparer de ses amis. Elle retrouve Willow, Giles et Alex. Ils se réconcilient. Adam apprend l'échec de Spike et tente de le tuer par l'intermédiaire de Forrest, qu'il a transformé en hybride semblable à lui. Le vampire parvient à s'échapper. De son côté, Alex donne involontairement à Giles l'idée d'un plan pour vaincre Adam. Les quatre membres originaux du Scooby-gang s'introduisent dans l'Initiative où Adam a décidé de semer le chaos en libérant tous les démons de leurs cellules dans l'espoir que le combat entre démons et militaires provoquera de lourdes pertes des deux côtés. Alors que Buffy part trouver Adam, ses amis commencent un rituel qui a pour but d'unir leurs forces et leurs pouvoirs à ceux de la Tueuse. 
Riley finit par extraire la puce, implantée auparavant par le professeur Maggie Walsh, et combat Forrest, qu'il finit par tuer en faisant exploser un bidon de matières inflammables. Buffy trouve quant à elle Adam et engage le combat. Elle est au début surpassée. Cependant, quand le rituel est accompli, Buffy prend facilement le dessus et arrache le cœur en uranium d'Adam. Willow, Alex et Giles sont épuisés par le rituel. Un démon s'apprête à les massacrer quand Spike survient pour leur sauver la vie, se rachetant ainsi partiellement. Tous s'échappent ensuite des bâtiments de l'Initiative alors que la lutte fait rage entre les militaires et les démons. Devant le fiasco général de l'opération Initiative, le gouvernement prend la décision d'arrêter le projet et de condamner la base souterraine de l'organisation.

## Production
Cet épisode et le précédent, Facteur Yoko, ont été écrits simultanément. Bien que Douglas Petrie et David Fury en aient écrits la majorité, Marti Noxon et Jane Espenson ont aussi participé à l'écriture. David Fury explique que les scénaristes avaient commis une erreur dans l'épisode précédent en faisant en sorte que Spike donne à Willow la disquette contenant des informations cruciales sur la base de l'Initiative alors que Buffy et Willow étaient fâchées et que Buffy ne pouvait donc avoir accès à ces informations. Ils ont donc corrigé et même tiré parti de cette erreur dans cet épisode en s'en servant pour l'intégrer à l'histoire et ont fait de Spike leur bouc émissaire.
L'épisode, très coûteux par rapport à un épisode standard de la série, a nécessité onze jours de tournage dont deux pour le combat à grande échelle entre les soldats de l'Initiative et les démons.